# Clanis (zoologia)
Clanis Hübner, 1819 è un genere di lepidotteri appartenente alla famiglia Sphingidae, diffuso nel sud-est asiatico.

## Tassonomia

### Specie
- Clanis baratana Brechlin, 1998
- Clanis bilineata (Walker, 1866)
- Clanis deucalion (Walker, 1856)
- Clanis euroa Rothschild & Jordan, 1903
- Clanis hyperion Cadiou & Kitching, 1990
- Clanis mahadeva Gehlen, 1935
- Clanis mcguirei Eitschberger, 2004
- Clanis negritensis Hoegenes & Treadaway, 1993
- Clanis orhanti Haxaire, 2001
- Clanis peterseni Eitschberger, 2004
- Clanis phalaris (Cramer, 1777)
- Clanis pratti Joicey & Talbot, 1921
- Clanis schwartzi Cadio, 1993
- Clanis stenosema Rothschild & Jordan, 1907
- Clanis surigaoensis Clark, 1928
- Clanis thailandica Eitschberger, 2004
- Clanis titan Rothschild & Jordan, 1903
- Clanis undulosa Moore, 1879

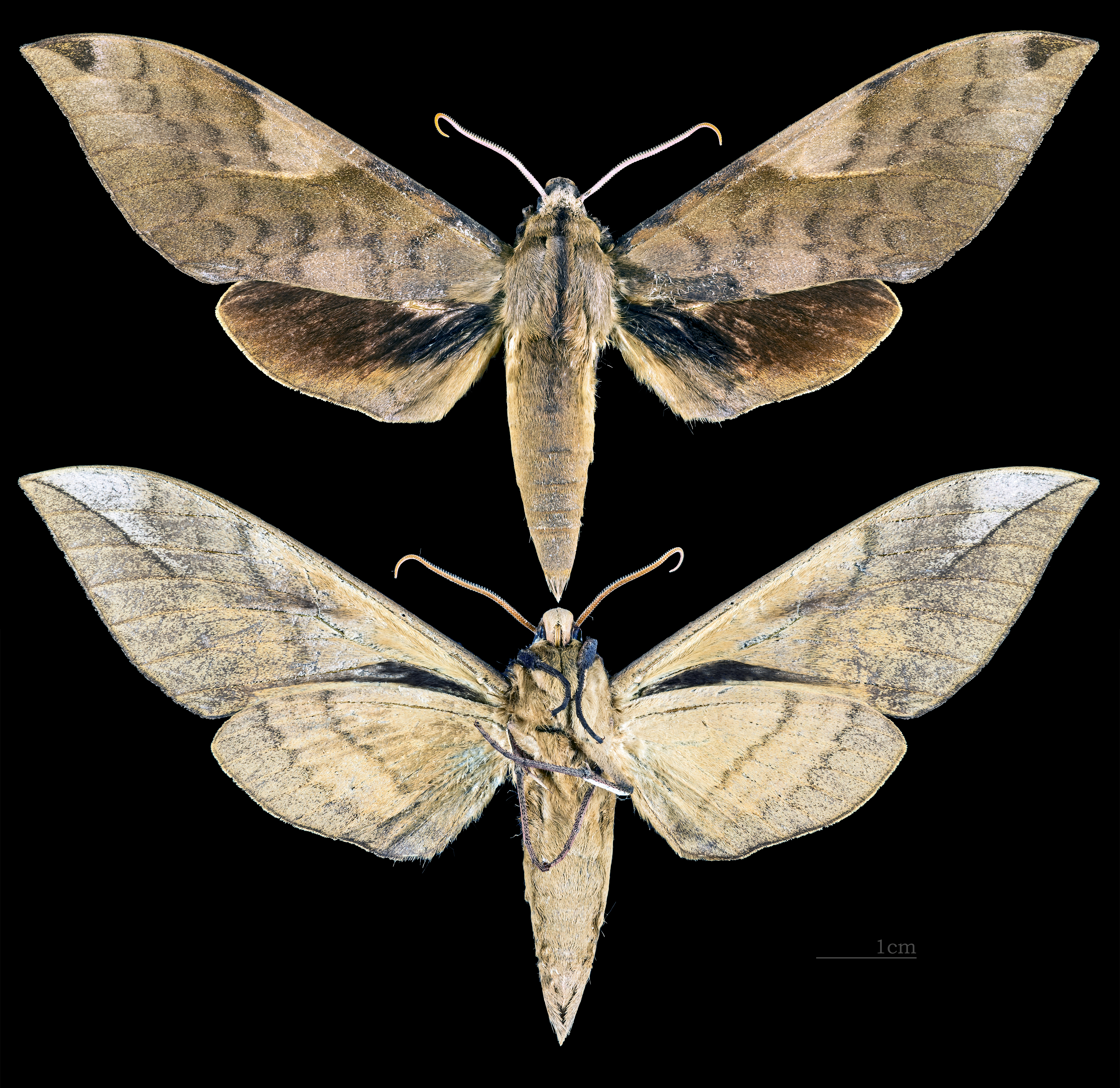
Clanis bilineata
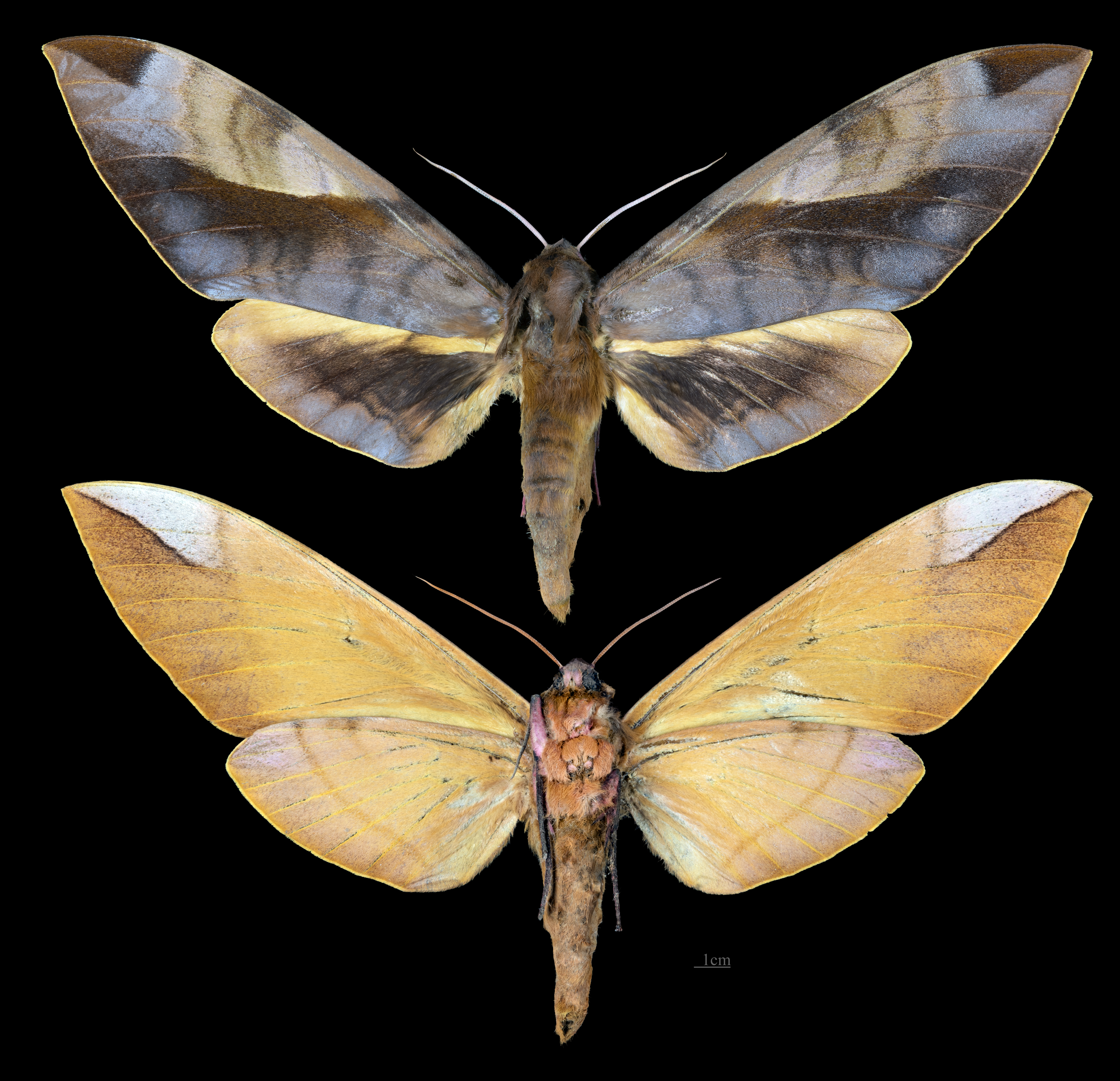
Clanis hyperion
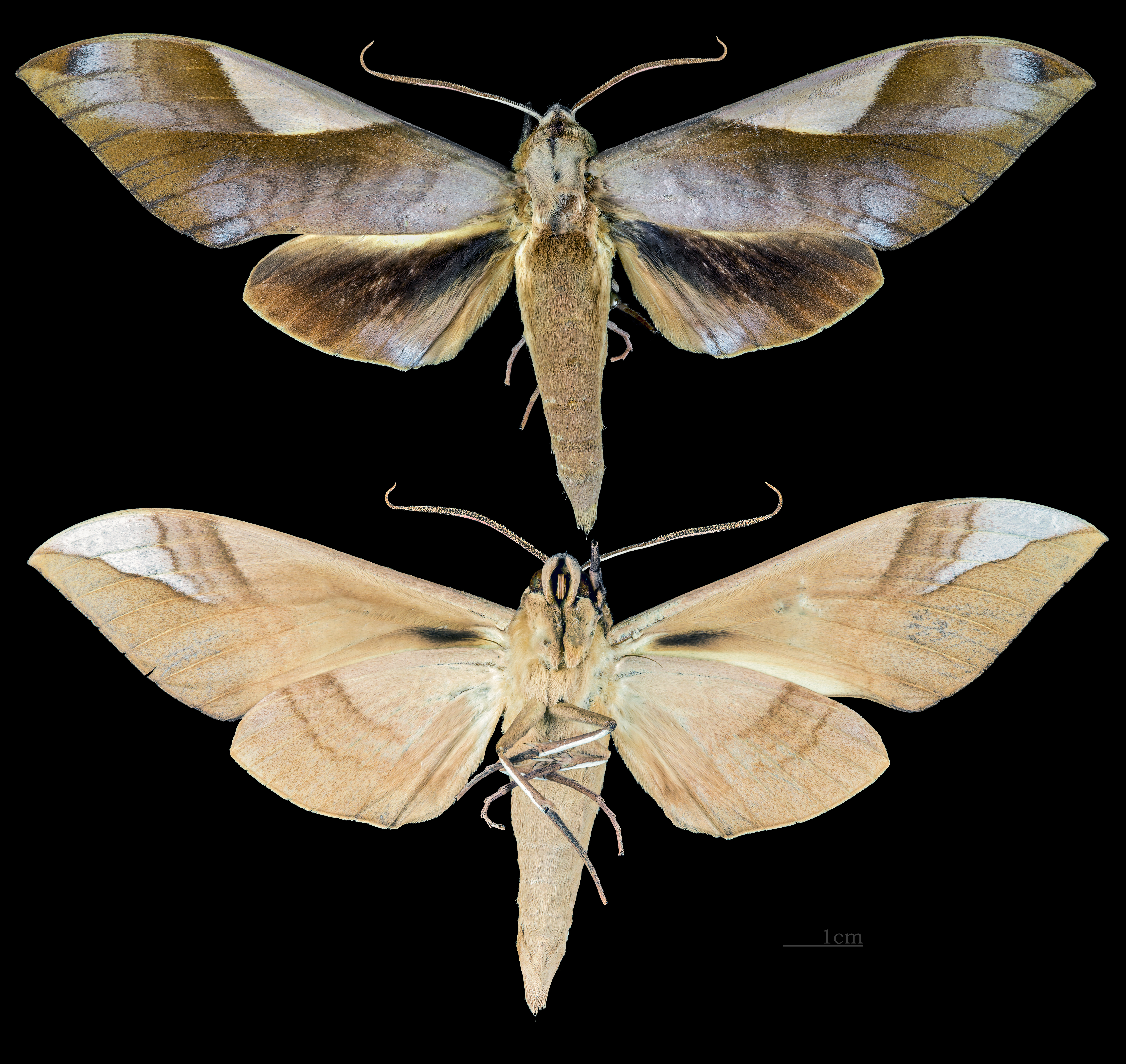
Clanis pratti
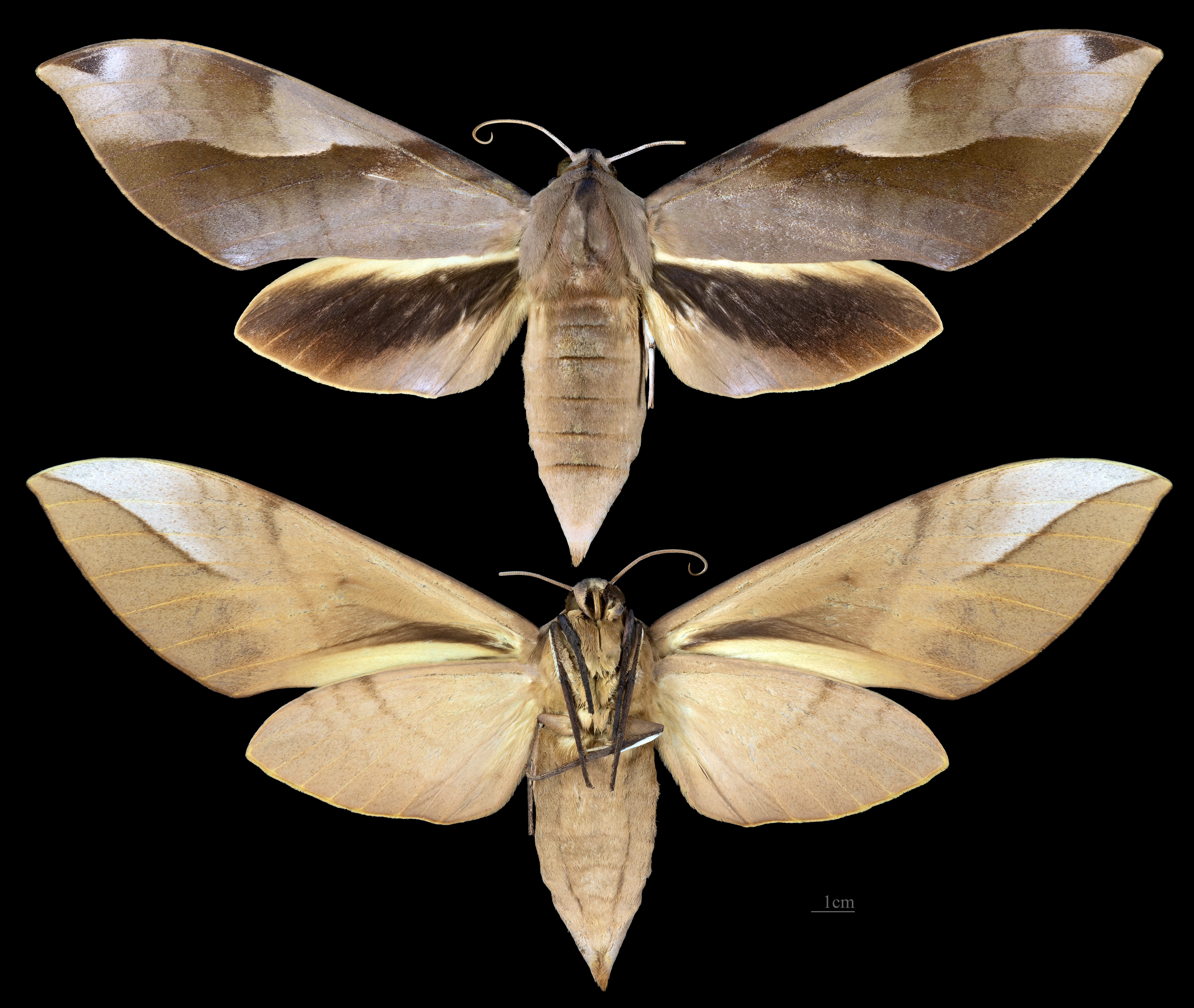
Clanis schwartzi
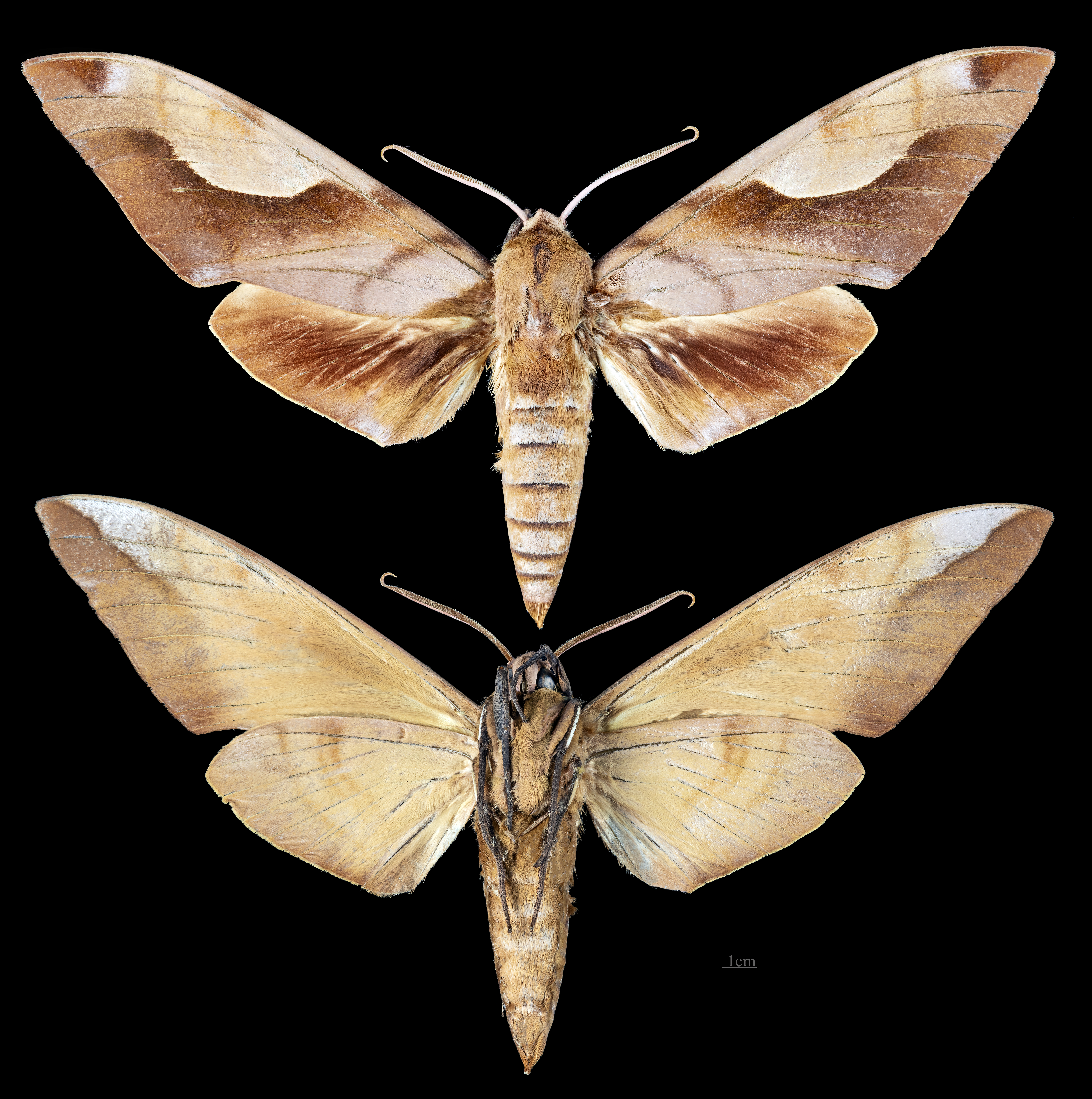
Clanis titan
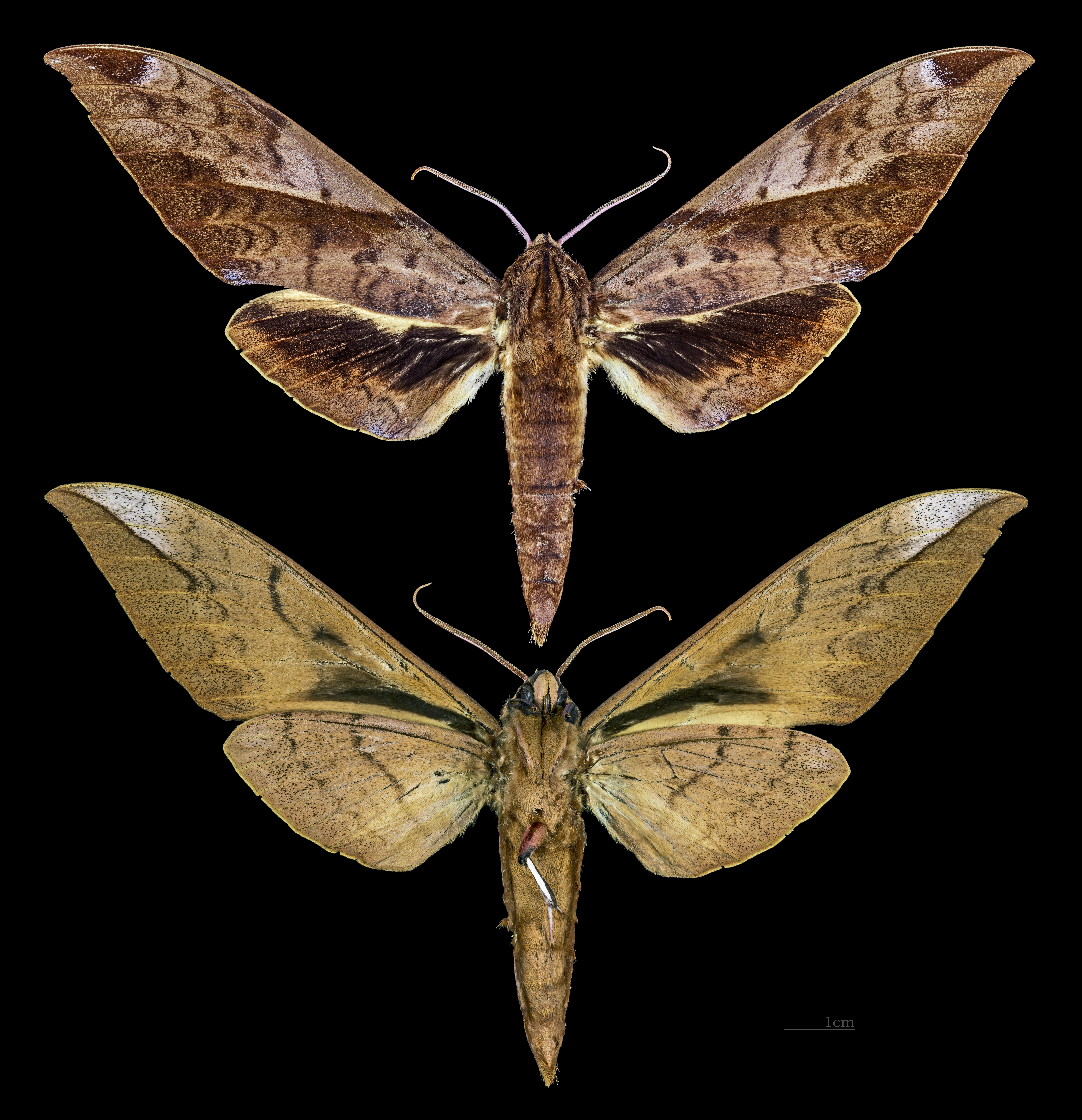
Clanis undulosa

### Sinonimi
- Metagastes Boisduval, 1819 (Boisduval, 1819, in Boisduval & Guenée, Hist. Nat. Insectes (Spéc. gén. Lépid. Hétérocères) 1: 11. TS: Sphinx phalaris Cramer, 1777.)
- Basiana Walker, 1856  (Walker, 1856, List. Spec. Lepid. Insects Colln Br. Mus. 8: 78 (key), 236. TS: Basiana deucalion Walker, 1856.)